# Bataille de Nghia Lo
Guerre d'Indochine
Batailles
- Opération Masterdom
- Bataille de Hanoï
- Opération Léa
- Bataille de Phu Tong Hoa
- Bataille de la RC 4
- Bataille de Vĩnh Yên
- Bataille de Mao Khê
- Bataille de Nghia Lo
- Bataille de Hòa Bình
- Opération Lorraine
- Bataille de Na San
- Bataille de Muong Khoua
- Opération Atlante
- Opération Camargue
- Opération Hirondelle
- Opération Brochet
- Opération Mouette
- Opération Castor
- Bataille de Diên Biên Phu
- Opération D
- Bataille du col de Mang Yang
- Extension au Laos

La première bataille de Nghia Lo est l'un des épisodes marquants de la guerre d'Indochine où s'affrontent, en octobre 1951 au nord Tonkin, les forces du Viet Minh et celles du général de Lattre.

## Situation
Nghia Lo, bourgade de 30 000 habitants, est un poste situé à 150 km au nord-ouest d’Hanoi, entre le fleuve Rouge et la rivière Noire, dans une cuvette de 4 × 10 km de côté. La ville, qui est entourée de montagnes dont les sommets s’élèvent à 1 500 m, est traversée par la RC13 et comprend un terrain d’aviation.
La défense du poste est assurée par le 1er bataillon Thaï du commandant Girardin, qui compte environ 1 000 hommes répartis sur l’ensemble de la région dans différents postes fortifiés :
- poste bas à proximité du bourg,
- poste haut, placé sur un piton dominant la cuvette, près de la ville de Nghia Lo,
- poste de Son Buc au sud-est,
- postes de partisans au nord et à l’est « formant sonnette ».

## La bataille de Nghia Lo

### Circonstances
Les combats de Nghia Lo s’inscrivent dans le cadre de la bataille du Tonkin de 1951 et en constituent le quatrième volet après Vĩnh Yên (janvier 1951), Mao Khê (mars-avril 1951) et le Day (mai-juin 1951).
Pour le général Giap, la conquête de Nghia Lo doit être la première étape de la campagne du nord-ouest de l'Indochine, appelée « Ly Thuong Kiet » en hommage à un général vietnamien du XIVe siècle.
Le général Salan, qui remplace de Lattre absent d'Indochine, assure le commandement de l’ensemble de l’opération et décide de défendre la cuvette et ses réserves de riz, indispensables au ravitaillement de l'armée du Viet Minh.

### Chronologie des événements
- 28 septembre
 Accrochage dans la région de Khau Vac à 10 km au nord de Nghia Lo. Le poste de Sai Luong, au nord-est, est replié sur la cuvette.

- 30 septembre
 Les deux régiments TD 141 et TD 209 de la 312e division sont signalés, au nord-est de Nam Muoi, se dirigeant vers la cuvette de Nghia Lo. À l’est, le TD 141 atteint le poste de Ca Vinh qui se replie à son tour.

- 1er octobre
 Le poste de Ban Tu, à 5 km au nord, est pris par le Viêt Minh.

- 2 octobre
 Le 8e BPC est largué en deux vagues sur Gia Hoi (opération « Rémy »), à 20 km au nord-ouest de Nghia Lo. Son objectif est de soutenir Gia Hoi et de harceler les arrières de l'ennemi afin de soulager le dispositif de défense de la cuvette. 
 Le jour même, le bataillon occupe le col de Ban Van. L’intervention des parachutistes précipite l’attaque sur Nghia Lo et détourne le régiment 209 de l’attaque principale.

- 3 octobre 
 À 4 h du matin, le régiment 141 attaque Nghia Lo bas. Le chef de bataillon Girardin est tué mais le poste tient. L’assaut cesse vers 7 h 30. 
 À 7 h du matin, le poste de Son Buc est attaqué à son tour par le TD 165. Aidé par l’aviation il finit par repousser les assauts le lendemain à 4 h.
 À 8 h 30, la 16e compagnie du 8e BPC est accrochée et doit se replier.

- 4 octobre 
 Le 2e BEP du capitaine Raffalli est à son tour parachuté sur Gia Hoi (opération « Thérèse »). Il forme alors avec le 8e BPC le groupement aéroporté du nord-ouest aux ordres du colonel de Rocquigny.
 Trois compagnies du 2e BEP se regroupent au soir sur la cote 405 au sud du col de Ban Van.

- 5 octobre 
 Nouvelle attaque sur Nghia Lo bas à 4 h du matin. L’assaillant est repoussé au bout de 3 heures de combats.
 Le 2e BEP rejoint Bac Co à 6 km au sud de Gia Hoi.

- 6 octobre 
 Tandis que le 8e BPC marche vers Tan Kouen, le 2e BEP se porte sur Bo Sieng où il affronte violemment l’ennemi avant de prendre le contrôle des hauteurs qui dominent la piste de ravitaillement Viêt Minh qui relie Khau Vac – Nghia Lo.
 La 16e compagnie du 8e BPC tente une jonction avec le 2e BEP mais est violemment attaquée à 18 heures alors qu’elle atteint Tan Kouen. Le capitaine Gautier, chef de corps du bataillon, est grièvement blessé. Encerclée, la 16e compagnie doit sacrifier la section Truchot afin de permettre son repli par un ravin et suivre le cours de la rivière Nam Min.
 À son tour, le 10e BPCP est parachuté en renfort sur le poste de Nghia Lo (opération «Bruno»)

- 7 octobre
 À minuit, 1 h 30 puis 3 h 30 du matin, la compagnie Louis-Calixte subit trois attaques successives. À 4 h elle se replie et rejoint le bataillon qui décroche à son tour en direction de Tan Kouen où il espère trouver le soutien du 8e BPC.
 Le 8e para n’étant pas au rendez-vous, Raffali décide alors de remonter au nord par les crêtes. Lors de sa progression le 2e BEP est à nouveau attaqué et parvient à se dégager grâce au soutien de l’aviation.

- 8 octobre 
 Son Buc est attaqué pendant 3 heures dans la nuit du 8 au 9.
 Le 2e BEP rejoint le 8e BPC au niveau de la cote 405.

- 10 octobre
 La division 312 se retire.

## Les forces en présence

### Forces françaises
Garnison de Nghia Lo :
- Bataillon Thai no 1
 Il s’agit d’un bataillon d’infanterie coloniale constitué de quatre compagnies, soit 600 tirailleurs, renforcé de cinq compagnies légères de supplétifs. Au total, 1 000 hommes hommes et 18 officiers dont 150 français appuyés par 2 canons de 75. 
 Encadrement : chef de bataillon Girardin, capitaines Boileau, Cornu et Bes de Berc.

- 10e BPCP parachuté le 6 octobre :
  - Cdt du bataillon, Cba Weil
  - 1re compagnie Ltn Compain
  - 2e compagnie Cne d’Harcourt
  - 3e compagnie Cne Vernet
  - CCB Ltn Goria

GAP nord-ouest
Lors de la bataille, le général Salan, va faire parachuter le groupement aéroporté du nord-ouest aux ordres du lieutenant-colonel de Rocquigny. Le GAP comprend : 
- L'antenne chirurgicale no 1 (ACP no 1) du médecin-Lieutenant Fourès

- Le 8e BPC du capitaine Gauthier, adjoint capitaine Le Borgne, qui comprend  573 hommes dont 20 officiers, 
  - CCS lieutenant Allard,
  - 15e compagnie, Ltn Duhil de Benaze,
  - 16e compagnie, Ltn Guéguen,
  - 8e CIP, Ltn Rioual.

- Le 2e BEP du capitaine Raffalli
  - CCB, Ltn Longeret,
  - 2e CIPLE, Cne Hélie de Saint Marc,
  - 3e compagnie, Ltn Lemaire,
  - 4e compagnie, Ltn Louis-Calixte.

### ForcesViệt Minh
Les forces du Viet Minh sont principalement constituées par la division de montagne 312 du colonel Lê Trọng Tấn (vi) qui comprend alors les trois TD 209, 141 et 165. Les forces engagées dans la batailles sont de 12 000 Bo dois, 3 000 coolies, 30 canons de 75, 80 mortiers et 200 bazookas.

## Le bilan

### Les conséquences
Pour le général Giap, c'est une défaite. Contraint de retirer sa division 312, il ne peut poursuivre sa campagne du nord-ouest.
D’un point de vue tactique, l'utilisation de parachutistes, appuyés par l'aviation, sur les arrières de l’ennemi est devenu un modèle du genre.

### Pertes françaises
D'après Salan, elles sont de :
- 36 morts
- 96 blessés
- 163 disparus

Les pertes du 2e BEP sont de 7 tués, dont le lieutenant Lecoeur, 27 blessés et 19 disparus.

### PertesViet Minh
D'après Salan et Pierre Montagnon, elles sont de
- 1 000 morts
- 2 500 blessés

Pour Erwan Bergot, les pertes seraient de 4 000 morts et 1 300 prisonniers.

## Lexique
- ACP : antenne chirurgicale parachutiste.
- BEP : bataillon étranger de parachutistes, ancêtre des REP.
- BPC : bataillon de parachutistes coloniaux, ancêtre des RPIMa.
- BPCP : bataillon parachutiste de chasseurs à pied.
- CCB : compagnie de commandement de bataillon.
- CCS : compagnie de commandement et de soutien.
- CIP : compagnie indochinoise parachutiste.
- CIPLE : compagnie indochinoise parachutiste de la légion étrangère.
- GAP : groupement aéroporté.
- TD : Trung Doï, régiment Viet Minh, constitués de 4 bataillons.

## Sources et bibliographies
- Erwan Bergot, Indochine 1951, l'année de Lattre, collection Troupes de choc, France Loisirs - 1987 -  (ISBN 2-7242-4197-5).
- Colonel de Bénazé, Tonkin 51 : Une liaison radio exceptionnelle, revue Képi Blanc no 358 de juin 1977.
- Lucien Bodard, La guerre d'Indochine, Le grand livre du mois - 1997 -  (ISBN 2-7028-0892-1).
- Jacques Dalloz, Dictionnaire de la guerre d'Indochine, Armand Colin - 2006 -  (ISBN 2-200-26925-0).
- Christophe du Trône, article La gloire et le sang, Hors série de la revue Ligne de front no 4 - Avril mai 2008.
- Jacques de Folin, Indochine 1940-1955 La fin d'un rêve, Perrin - 1993 -  (ISBN 2-262-01018-8).
- Alain Gandy,  La Légion en Indochine - 1885-1955, Presses de la Cité - 1988 -  (ISBN 2-258-02127-8).
- Émile-René Guéguen, Volontaire, Grasset, 1986,  (ISBN 2-246-34131-0).
- Henri Le Mire, Epervier - Le 8e Choc à Dien Bien Phu, Albin Michel - 1988 -  (ISBN 2-226-03346-7).
- Pierre Montagnon, Les parachutistes de la Légion - 1948 - 1962, Pygmalion, 2005  (ISBN 2-85704-940-4).
- Collectif avec préface de Raymond Muelle, Guerre d'Indochine 1945-1954, Trésor du patrimoine - 2004 -  (ISBN 2-915118-10-8).
- Collectif, Histoire des parachutistes français, Société de Production Littéraire, 1975.
- Raoul Salan, Mémoires - Fin d'un empire, Presses de la Cité, 1971.
- Pierre Sergent, Paras-Légion - Le 2e BEP en Indochine, Presses de la Cité - 1982 -  (ISBN 2-7242-1612-1).
- Blain Patrick, 6e BCCP, de la France à l'Indochine, recueil, 2022,  (ISBN 979-10-699-9153-8)